# Uścinowicze (wieś w sielsowiecie Krzywe Sioło)
Uścinowicze (biał. Усцінавічы, ros. Устиновичи) – wieś na Białorusi, w obwodzie mińskim, w rejonie wilejskim, w sielsowiecie Krzywe Sioło.

## Historia
W czasach zaborów wieś włościańska w okręgu wiejskim Huby, w gminie Rabuń, w powiecie wilejskim, w guberni wileńskiej Imperium Rosyjskiego. W 1865 roku liczyła 27 dusz rewizyjnych, należała do dóbr skarbowych Huby.
W latach 1921–1945 wieś leżała w Polsce, w województwie wileńskim, w powiecie wilejskim, w gminie Rzeczki, od 1 stycznia 1926 roku w gminie Kurzeniec.
Według Powszechnego Spisu Ludności z 1921 roku zamieszkiwało tu 271 osób, 14 było wyznania rzymskokatolickiego a 257 prawosławnego. Jednocześnie 13 mieszkańców zadeklarowało polską, 257 białoruską a 1 rosyjską przynależność narodową. Były tu 43 budynki mieszkalne. W 1931 w 41 domach zamieszkiwało 240 osób.
Miejscowość podlegała pod Sąd Grodzki w Wilejce i Okręgowy w Wilnie; właściwy urząd pocztowy mieścił się w Kurzeńcu.
W wyniku napaści ZSRR na Polskę we wrześniu 1939 miejscowość znalazła się pod okupacją sowiecką. 2 listopada została włączona do Białoruskiej SRR. Od czerwca 1941 roku pod okupacją niemiecką. W 1944 miejscowość została ponownie zajęta przez wojska sowieckie i włączona do Białoruskiej SRR.
Od 1991 w składzie niepodległej Białorusi.